# 孟賓于
孟賓于（?—?），字國儀，號玉峰叟。連州（今屬廣東）人。
本籍太原，先祖贬谪於连，落籍连州。早年喪父，事母以孝聞。後晉天福九年（944年）進士及第，五舉始第。楚王馬希範聘爲零陵（今湖南零陵）從事。楚亡，隨馬氏歸降南唐。起为水部员外，授豐城（今江西境內）主簿，再遷淦陽縣令，曾因赃罪入獄，後被李後主特赦。宋太宗太平興國中期，歸老連州，不久卒，年八十七，一說八十三。著有《金鰲集》，已佚。《全唐诗》存其詩八首。有子孟歸唐。